# 먹지 사본
먹지 사본(carbon copy)은 먹지(carbon paper) 위에 타자기로 글을 치거나 글씨를 써서 복사한 사본이다.

## 같이 보기
- 복사기